# Antoine Moriau
Antoine Moriau, né le 13 novembre 1699 à Paris et mort le 21 mai 1759 à Paris, est un magistrat et un bibliophile.

## Biographie
Issu d'une dynastie de procureurs parisiens, Antoine Moriau exerce la fonction de procureur du Roi et de la Ville de Paris de 1722 à 1755. Il est un grand collectionneur de livres et de documents historiques concernant principalement la capitale. Pour y installer sa bibliothèque personnelle, il loue l'Hôtel d'Angoulême Lamoignon, rue Pavée, à l'angle de la rue des Francs-Bourgeois.

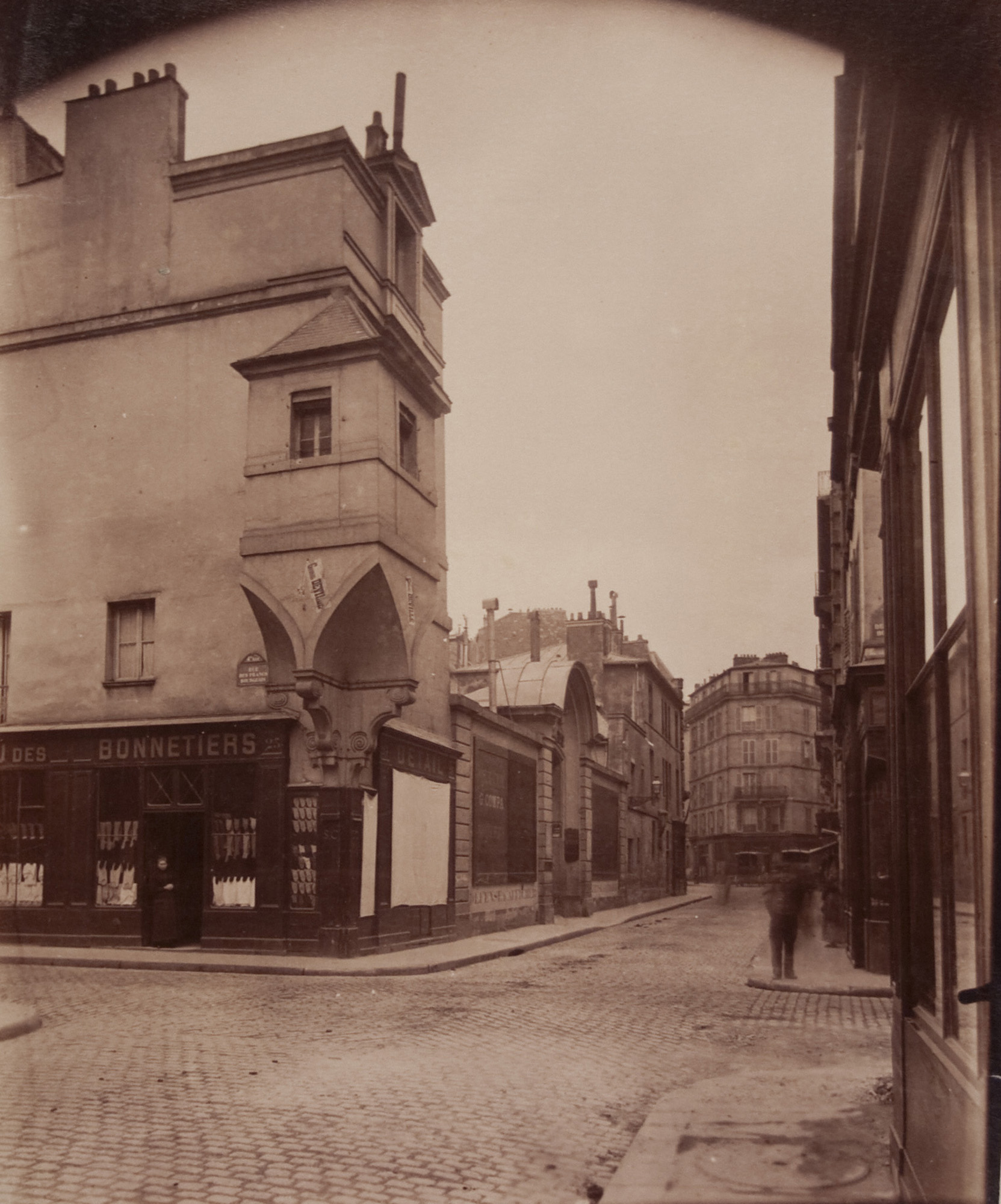
Hôtel parisien où fut installée la collection d'Antoine Moriau

À la veille de sa mort, il lègue la totalité de ses collections à la Ville de Paris, soit 14 000 volumes, 2 000 manuscrits et 500 boîtes comprenant 20 000 pièces historiques sur Paris (plans, images, billets, médailles), à charge pour celle-ci d'en faire une bibliothèque publique. C'est donc la naissance de la première bibliothèque de la ville de Paris, qui demeure dans l'hôtel de Lamoignon jusqu'à la Révolution Française.

## Source
- Jean Tremblot de La Croix. "Deux vrais bibliophiles, Antoine Moriau et l'évêque de Callinique, Mélanges d'histoire littéraire et de bibliographie offerts à Jean Bonnerot par ses amis et ses collègues, 1954, pp. 525-534.
- Robert Descimon, "Le malheur privé fait le bonheur public. Histoire d'Antoine Moriau (13 novembre 1699 - 20 mai 1759), un homme qui aimait les livres", Histoire et civilisation du livre, 2011, vol. 7, pp. 139-155.